# Stephen Ullmann
Stephen Ullmann (Budapest, 31 luglio 1914 – Oxford, 10 gennaio 1976) è stato un linguista e filologo ungherese, che passò la maggior parte della sua vita in Inghilterra.

## Biografia
Nato a Budapest sotto il nome di  István Ullmann, si laureò nella stessa città (Università Loránd Eötvös) in lingue moderne ed ottenne il dottorato in filosofia nel 1936.
Dopo aver ottenuto nel 1949 il dottorato in lettere presso Università di Glasgow, vi rimase come lettore di filologia romanza e linguistica generale, fino al 1953.
Nel 1964 fu Visiting Professor presso l'Università di Toronto e l'anno successivo insegnò all'Istituto di linguistica dell'Università del Michigan, ad Ann Arbor. Quindi ricoprì la cattedra di lingua francese e filologia romanza all'Università di Leeds, e dal 1968 insegnò ad Oxford, dove morì nel 1976.

## Lo studio del linguaggio e la semantica

### Suddivisione della lingua
Secondo Ullmann, le quattro unità base della lingua sono il fonema, il morfema, la parola e la frase.
Essendo il morfema troppo generico per poter essere oggetto specifico di una parte della linguistica, alle altre tre unità è stato assegnato un ramo specifico della linguistica, con la seguente associazione:
fonema → fonologia
parola → lessicologia
frase → sintassi
Lessicologia e sintassi presentano entrambe un'ulteriore suddivisione morfologica e semantica.

#### Il significato
Per studiare il significato della parola, Ullmann decide di adottare tre termini:
- nome: è la forma fonetica della parola, ovvero i suoni e gli accenti che la costituiscono
- senso: è l'informazione che il nome trasmette all'ascoltatore
- cosa: è il carattere o l'avvenimento non linguistico di cui si sta parlando

Il significato di una parola viene definito coma la relazione reciproca e reversibile tra nome e senso; questa relazione viene definita reciproca e reversibile per il fatto che chi ascolta una parola, pensa alla cosa, e che chi pronuncia una parola, pensa alla cosa.

#### Natura del cambiamento semantico
Assumendo il significato come relazione reciproca e reversibile tra nome e senso, i cambiamenti semantici potranno essere suddivisi in due categorie:
- cambiamenti semantici basati su un'associazione tra i sensi
- cambiamenti semantici che implicando un'associazione tra i nomi

Ognuna delle due categorie sopra, può a sua volta essere suddivisa in base alla somiglianza e alla contiguità; si avranno così cambiamenti semantici dovuti a:
- somiglianza dei sensi (metafora): per esempio la cima frastagliata di una montagna viene chiamata cresta perché assomiglia alla cresta del gallo
- contiguità dei sensi (metonimia): per esempio l'uccello pettirosso viene così chiamato per il suo particolare esteriore più appariscente, ovvero il petto rosso
- somiglianza dei nomi (etimologia popolare): per esempio secondo la leggenda il nome di Roma viene da Romolo, suo fondatore, mentre è il nome di quest'ultimo a derivare da Roma
- contiguità dei nomi (ellissi): per esempio la parola piano che viene usata al posto di pianoforte

## Opere
- The Principles of Semantics (1951)
- Words and Their Use (1951)
- Précis de Sémantique Française (1952)
- Style in the French novel (1957)
- Semantics: An Introduction to the Science of Meaning (1962)
- Language and Style (1964)

### Traduzioni italiane
- La semantica. Introduzione alla scienza del significato, Traduzione di Anna Baccarani e Luigi Rosiello, Bologna, Il Mulino, 1966.
- Principi di semantica, Traduzione di Maria Modena Mayer e Anna Maria Diviso Finoli, Torino, Einaudi, 1977.